# Klaus Stürmer

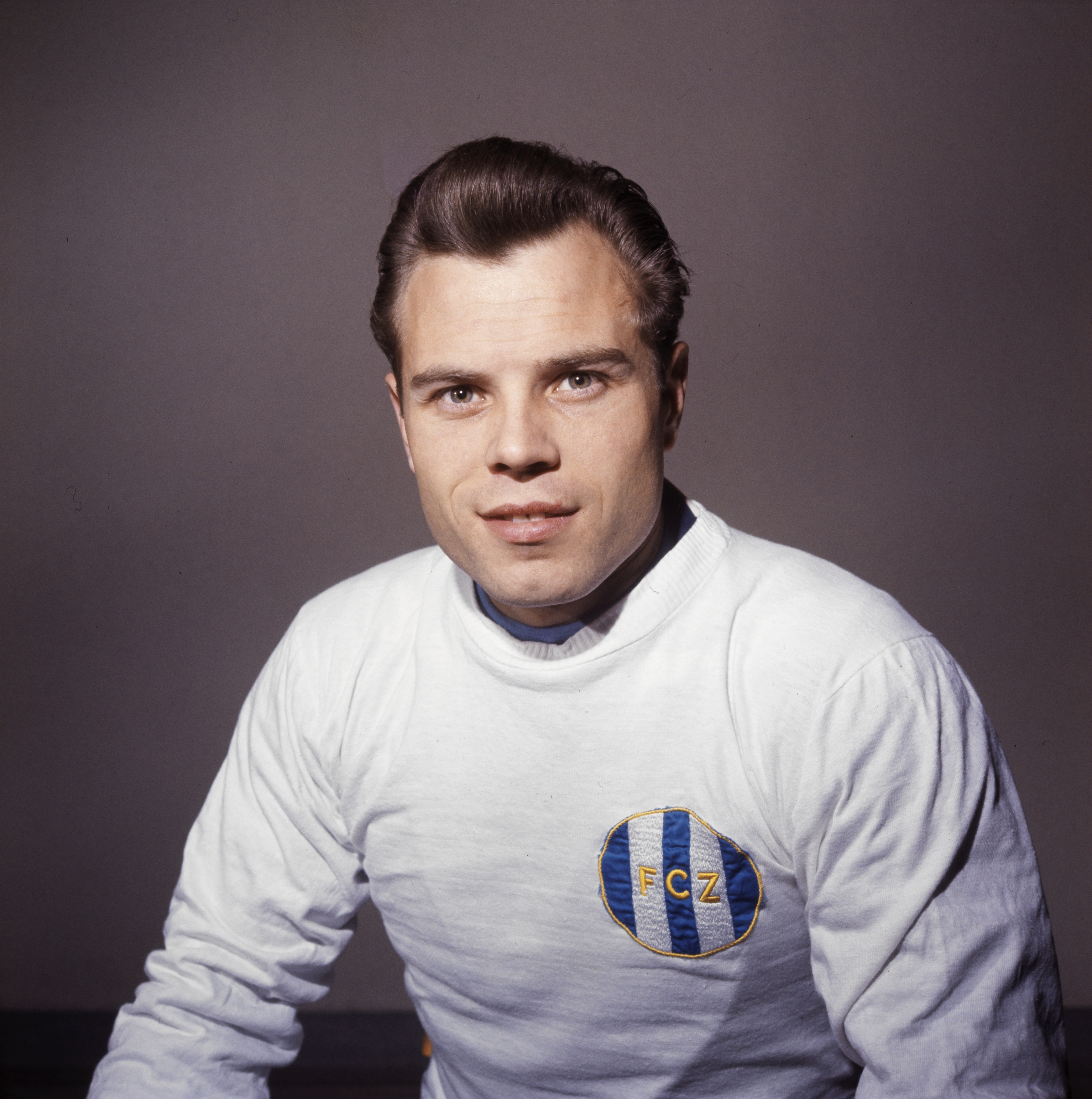
Klaus Stürmer in 1963

Klaus Stürmer (Glinde, 9 augustus 1935 – Zürich, 1 juni 1971) was een Duitse voetballer die in 1960 landskampioen werd met Hamburger SV en in 1963 en 1966 met FC Zürich.

## Loopbaan

### HSV en FC Zürich
Op een jeugdtoernooi in 1953 met de Duitse nationale ploeg leerde Stürmer Uwe Seeler kennen en werd goed bevriend met hem. Na een tussenstop bij Eimsbütteler TV belandde Stürmer bij Hamburger SV. In 1958 stond hij met HSV in de finale om de Duitse landstitel, maar verloor deze van Schalke 04. Twee jaar later was het wel raak tegen 1. FC Köln. In de daaropvolgende deelname aan de Europacup I schakelde HSV Young Boys Bern en Burnley FC uit om dan in de halve finale op FC Barcelona te stuiten.
Om financiële redenen verkaste Stürmer in oktober 1961 naar het Zwitserse FC Zürich. Zijn laatste wedstrijd voor HSV was op 17 september 1961 tegen stadsrivaal FC St. Pauli en Stürmer kon zelfs nog scoren. Tussen 1954 en 1961 had hij 158 wedstrijden voor HSV gespeeld en daarin 114 keer gescoord.
In 1963 en 1966 werd hij kampioen met Zürich en in 196 won hij zelfs de dubbel. In de Europacup I van 1963/64 schakelde hij met zijn ploegmaats Dundalk FC, Galatasaray en PSV Eindhoven uit en verloor in de halve finale van Real Madrid.
Van 1967 tot 1970 was Stürmer als speler-trainer actief bij FC Grenchen.

### Nationale ploeg
Reeds na zes wedstrijden in de Oberliga mocht de speler opdraven voor het nationale voetbalelftal in de interland in Hannover tegen Frankrijk. Het duurde echter tot 1961 voordat bondscoach Sepp Herberger hem een tweede maal liet opdraven voor de interland tegen Noord-Ierland.

## Dood
In 1970 werd bij Klaus Stürmer kanker vastgesteld, waaraan hij in 1971 overleed.